# Filentoma ala-rogenca
La filentoma ala-rogenca (Philentoma pyrhoptera) és un ocell de la família dels vàngids (Vangidae).

## Hàbitat i distribució
Habita els boscos de la Península Malaia, Sumatra, Borneo i illes properes.